# 7531-es mellékút (Magyarország)
A 7531-es számú mellékút egy bő öt kilométer hosszú, négy számjegyű országos közút Zala vármegyében. Nagykanizsa északi agglomerációjában kapcsol össze néhány kisebb települést, a Principális-csatorna nyugati oldalán.

## Nyomvonala
A 7528-as útból ágazik ki, annak 2,700-as kilométerszelvénye közelében, Magyarszerdahely Újnéppuszta településrészének déli szélén. A 7528-as által addig követett északi irányt viszi tovább (a 7528-as innen nyugatnak folytatódik), végighalad a kis településrészen, majd kevesebb, mint 600 méter után elhagyja annak házait. 700 méter után lép Kacorlak területére, melynek belterületét 1,7 kilométer megtételét követően éri el.
Az aránylag rövid belterületi szakaszon három neve is van, a déli részen Széchenyi utca, a központban Zrínyi Miklós utca néven halad, a falu északi részén pedig Deák Ferenc utca a neve. 2,6 kilométer után már külterületen keresztezi a Kacorlaki-patakot, elhalad Újtelep településrész mellett, a 3,150-es kilométerszelvénye táján pedig átlép Pölöskefő területére. Ott előbb Dusnok településrészen halad végig, Petőfi Sándor utca néven, körülbelül a 3,300-as kilométerszelvénye és a negyedik kilométere között, majd 4,4 kilométer után már Pölöskefő központjának belterületét éri el.
A Gelse-Zalaszentbalázs között húzódó 7529-es útba torkollva ér véget, annak 3,350-es kilométerszelvénye közelében.
Teljes hossza, az országos közutak térképes nyilvántartását szolgáló kira.gov.hu adatbázisa szerint 5,279 kilométer.